# Хюстън Тексънс
Хюстън Тексънс (на английски: Houston Texans) е отбор по американски футбол, състезаващ се в Южната дивизия на Американската футболна конференция на Националната футболна лига. Отборът играе домакинските си срещи на NRG Стейдиъм.
Тексънс са основани през 2002 след като предишният отбор от Хюстън – Хюстън Ойлърс е преместен в Нашвил, Тенеси. През 2011 отборът завършва първи в дивизията си и се класира за плейофите за първи път.

## Факти
Основан: през 2002
Носители на Супербоул: (0)
Шампиони на конференцията: (0)
Шампиони на дивизията: (2)
- АФK Юг: 2011, 2012, 2015, 2016, 2018, 2019, 2023, 2024

Участия в плейофи: (2)
- НФЛ: 2011, 2012, 2015, 2016, 2018, 2019, 2023, 2024